# 明星尋找太郎
『明星尋找太郎』（日语：スター姫さがし太郎）是在2010年9月11日至2011年9月24日在東京電視台・TXN系列播放的綜藝節目。前節目『ウェルカムTV』繼續KYORAKU的一社提供節目。

## 概要
節目的主題是「密着」。
第1回播放是NMB48的一期成員甄選密着，播放甄選情況和参加者的様子等密着。之後亦有播放NMB48的密着現場，亞洲版辣妹合唱團發掘甄選「Project Lotus」和前節目『ウェルカムTV』開始出道的主唱&舞蹈組合「rhythmic」的密着，以及吉本興業製作的型男姐合「L.A.F.U.」密着。

## 出演者
- ブラックマヨネーズ（小杉龍一・吉田敬）（MC）
- SKE48成員　※出演成員是每回不同
- 多比良健（ナレーション）

## 工作人員
- 構成：たちばなひとなり、榊暁彦、佐藤俊明、大塚博信、柳しゅうへい、ビル坂惠
- 相機：五十嵐陽
- 音声：玉城善行
- 技術協力：麻布プラザ、SWISH JAPAN
- 美術：小野清菜
- 美術協力：テレビ東京アート
- 編集：曾根隼一
- MA：佐藤卓也
- 音効：冨田昌一
- 編成：今井豪
- 番宣：岡仁
- AP：遠藤充子
- 辦公桌：野中優
- 協力工作人員：斎藤隆行、剱持嘉一、大山学美
- 主任：馬場省吾、田川裕也、長坂信行、野村哲史、佐藤一輝、小石重蔵、宮前麗香
- 演出：長久弦
- 監修：堤本幸男
- 制作製作人：金子優、今瀧陽介
- 製作人：伊藤隆行、宮川幸二、生沼教行、木村泰大、古川圭介
- 協力：バックアップメディア、ガッツエンターテイメント、BEEPS
- 制作協力：吉本興業、KYORAKU吉本ホールディングス
- 製作著作：東京電視台

## 主題曲
- 「REVOLUTION」 INFINITY16 welcomez 土屋アンナ

## 片尾曲
- 「キミに伝えたくて」 rhythmic（2010年9月11日 - 10月9日）
- 「Just a friend」 rhythmic（2010年10月16日 - 2011年1月22日）
- 「My love」 rhythmic（2011年1月29日 - 5月7日）
- 「恋のお縄」 Team Z（2011年5月14日 - 6月11日）
- 「あなたに、ありがとう。」 rhythmic（2011年6月25日 - 7月9日）
- 「恋花-KOIHANA-」 rhythmic（2011年7月16日- ）

## 播放電視台
| 播放對象地域  | 播放電視台            | 系列           | 播放日時             | 備註       |
| ------------- | --------------------- | -------------- | -------------------- | ---------- |
| 關東廣域圏    | 東京電視台 （制作局） | 東京電視台系列 | 星期六 22:55 - 23:20 | 同時播放   |
| 北海道        | 北海道電視台          | 東京電視台系列 | 星期六 22:55 - 23:20 | 同時播放   |
| 愛知縣        | 愛知電視台            | 東京電視台系列 | 星期六 22:55 - 23:20 | 同時播放   |
| 大阪府        | 大阪電視台            | 東京電視台系列 | 星期六 22:55 - 23:20 | 同時播放   |
| 岡山縣 香川縣 | 瀨戶內電視台          | 東京電視台系列 | 星期六 22:55 - 23:20 | 同時播放   |
| 福岡縣        | TVQ九州放送           | 東京電視台系列 | 星期六 22:55 - 23:20 | 同時播放   |
| 奈良縣        | 奈良電視台            | 独立UHF局      | 星期四 25:30 - 25:55 | 從33日開始 |

## 過去的播放電視台
- 岐阜放送 （2010年9月18日 - 2011年3月26日、同時播放。）

## 備註
1. ↑  2011年3月19日 - 5月14日播放表向、5月21日放送分はクレジットのみの提供、5月28日放送分以後は一部のみCMを再開。
2. ↑  2011年9月24日播放的「BRUSH」決定。
3. ↑  2011年7月7日至10月27日。播放開始從2010年12月26日星期日 23:30 - 23:55、2011年6月26日星期日 23:00 - 23:25播放。

## 外部連結
- 明星尋找太郎:東京電視台 （页面存档备份，存于）